# Bajo San Cayetano
Bajo San Cayetano (también llamada Paraje Arroyón) es una localidad argentina ubicada en el municipio de Cinco Saltos, Departamento General Roca, Provincia de Río Negro. Se encuentra sobre la Ruta Provincial 70, a 1,5 km del Lago Pellegrini y a 10 km de la cabecera municipal.

## Población
Contó con 462 habitantes (Indec, 2010), lo que representó un incremento del 192% frente a los 158 habitantes (Indec, 2001) del censo anterior.

El censo 2022 registró una población de 845 habitantes que se repartieron entre 442 hombres y 403 mujeres. Sin embargo, las cifras obtenidas fueron estimativas solo teniendo en cuenta a la población en viviendas particulares; es decir, excluyendo del dato a la población institucional y las personas sin hogar. Gracias a este censo también fue posible conocer su densidad y tamaño urbano.
| Evolución demográfica |
|                       |
| INDEC                 |